# 푸시 브룸 스캐너
푸시 브룸 스캐너(Push broom scanner, 추적 스캐너를 따라서)는 광학 카메라로 위성 영상을 얻기 위한 기술이다. 그것은 공간에서 수동 원격 탐사를 위해 사용된다. 푸시브룸 감지기에는 우주선 비행 방향에 수직으로 정렬된 감지기 선이 사용된다. 우주선이 전방으로 비행하면서 지표의 다른 지역이 영상화된다. 푸시브룸스캐너는 카메라에 대한 장기 노출처럼, 특정 지역을 장시간 동안 관찰하기 때문에 위스크 브룸 스캐너 보다 더 많은 빛을 모을 수 있다. 푸시브룸 감지기의 한가지 단점은 개별 탐지기의 다양한 민감도이다. 관측 또는 광범위 도구로 알려진 이러한 감지기는 일반적인 카메라의 광각 렌즈와 비슷하다.

## 같이 보기
- 위스크 브룸 스캐너